# Santandera robusta
Santandera robusta är en insektsart som först beskrevs av Morgan Hebard 1927.  Santandera robusta ingår i släktet Santandera och familjen vårtbitare. Inga underarter finns listade i Catalogue of Life.